# Wapen van Meerhout

Het wapen van Meerhout

Het wapen van Meerhout is het heraldisch wapen van de Antwerpse gemeente Meerhout. Het wapen werd op 15 april 1952, per koninklijk besluit aan de gemeente verleend. Nadien is het wapen niet gewijzigd en heeft ook geen nieuwe bevestiging gekregen.

## Blazoeneringen
De blazoenering van het wapen luidt als volgt:
Van zilver met twee dwarsbalken van sabel, vergezeld in het linker schildhoofd van een lelie van dezelfde kleur.
Het wapen is geheel van zilver met daarop twee zwarte dwarsbalken, horizontale banen, met in de linker bovenhoek (rechts voor de kijker) een zwarte Franse lelie.

## Geschiedenis
Meerhout, behorende tot de goederen van de familie Wezemaal, kwam in 1398 in het bezit van de familie Diest. Meerhout vroeg in 1863 een, van een hartschild voorziene, gevierendeeld gemeentewapen aan. In het eerste en vierde kwartier moest het wapen van de oude heren van Diest komen en in het tweede en derde kwartier dat van de familie Van (de) Wyere. In het hartschild zou dan Sint-Trudo, de beschermheilige van Meerhout, komen. Dit wapen is nooit toegekend.
In 1951 werd een tweede verzoek ingediend, ditmaal werd het verzochte wapen gebaseerd op zegels uit de 15e eeuw. Op de zegels van de schepenbank van Meerhout staat een schild met twee dwarsbalken, zoals het wapen van het huis Diest, met in de linkerbovenhoek een Franse lelie. De kleuren die de gemeente Meerhout voorstelde waren zilver en zwart. Deze kleuren zijn die van de stad Diest, terwijl Meerhout en Diest geen historische banden hebben. De heren van Diest voerden een gouden wapen met zwarte balken.
In de jaren 1980 heeft de Vlaamse Heraldische Raad de stad Meerhout verzocht om het wapen en de vlag aan te laten passen naar de historisch correcte kleuren; goud met zwart en voor de vlag geel met zwart. De gemeente is hier niet op ingegaan.

## Vergelijkbare wapens
Het wapen is op historische gronden te vergelijken met de volgende wapens:

Het wapen van de heer van Diest
Het wapen van Diest
Het wapen van Halen
Het wapen van Laakdal
Het wapen van Kortenaken